# 네버후드
《네버후드》(The Neverhood), 《네버후드 크로니클스》(The Neverhood Chronicles)는 네버후드사(The Neverhood, Inc)가 개발한 그래픽 어드벤처 비디오 게임으로서, 마이크로소프트 윈도우를 대상으로 드림웍스 인터랙티브가 배급하였다. 이 게임은 클레이맨(Klaymen)이라는 이름의 클레이 애니메이션 캐릭터의 모험을 바탕으로 하며, 그는 완전히 점토로 만들어진 세상 속에서 자신의 기원과 목적을 발견한다. 이 게임이 처음 출시되었을 당시 다른 수많은 게임에서 볼 수 있던 2~3차원 컴퓨터 그래픽스가 아닌 모든 세트를 포함한 애니메이션 전체가 클레이메이션으로 제작되었다는 점이 독특하다. 게임플레이의 경우 플레이어가 주인공 클레이맨을 데리고 퍼즐을 풀게 함으로써 게임을 진전시키는 것이다. 플레이어가 게임의 각기 다른 부분을 통해 진행하면서 줄거리 진전에 도움을 주는 다양한 비디오 시퀀스가 나타난다. 독특한 것 외에도 네버후드는 캐릭터, 음악, 게임의 일련의 줄거리를 통해 유머스러움을 표출하는데 초점을 맞춘다.

## 게임플레이
네버후드는 인벤토리 사용 대신 캐릭터의 액션을 통해 퍼즐을 풀어나가는데 초점을 둔 어드벤처 게임이다.

## 평가
| 평론 점수                    | 평론 점수  |
| 평론사                       | 점수       |
| ---------------------------- | ---------- |
| CGW                          | [ 2 ]      |
| 패미츠                       | 29/40 (PS) |
| 게임프로                     | 4.5/5      |
| PC 게이머 (UK)               | 29%        |
| PC 게이머 (US)               | 40%        |
| Computer Games Strategy Plus | [ 7 ]      |
| 엔터테인먼트 위클리          | A          |
| Next Generation              | [ 9 ]      |
| PC 매거진                    | [ 10 ]     |

| 수상                                | 수상                                   |
| 평론사                              | 수상                                   |
| ----------------------------------- | -------------------------------------- |
| Computer Games Strategy Plus        | Adventure of the Year                  |
| CNET                                | Best Adventure Game                    |
| Computer Gaming World               | Special Award for Artistic Achievement |
| Computer Game Developers Conference | Best Animation (finalist)              |